# Discocyrtus prospicuus
Discocyrtus prospicuus is een hooiwagen uit de familie Gonyleptidae.